# F-05F
ドコモ スマートフォン ARROWS NX F-05F（ドコモ スマートフォン アローズ エヌエックス エフゼロゴエフ）は、富士通によって開発された、NTTドコモの第3.9世代移動通信システム（Xi）と第3世代移動通信システム（FOMA）のデュアルモード端末である。ドコモ スマートフォン（第2期）のひとつ。

## 概要
F-01Fの後継機種で、文字変換機能とカメラを中心に強化が図られている。
- 文字変換はこれまでのATOKに代わってARROWS向けに新規開発された「Super ATOK ULTIAS」を搭載しており、スムーズな文字入力を行えたり誤変換を減らす事が可能となっている。
- カメラは2070万画素にスペックアップしており、さらに5群5枚構成の明るい薄型の高性能レンズを新たに採用、富士通独自のGRANVUエンジンと合わせて自然な色合いで撮影する事が可能となっている。

液晶はF-01Fに引き続き、「WhiteMagic」を継承しているが、最大輝度が1000カンデラに引き上げられ、一般的なTFT液晶の約2倍の明るさでの表示が可能になった。屋外の直射日光下でも明るく見やすい画面でWebや動画が楽しめる。最大輝度では、消費電力は約50％も削減できる。
他にも、au向けの富士通製端末・FJL22で先行搭載されていたマルチコネクション機能（LTE/3GとWi-Fiの同時通信機能）が追加されているほか、フルセグ放送は録画とデータ放送の受信が可能となった。
キャッチコピーは「思いのままに文字入力。スマホ史上最高ATOK搭載 3日持ちARROWS。」。

## 搭載アプリ
Google標準アプリ
- Chrome
- Gmail
- Google+
- Google検索
- Google設定
- Playストア
- Playニューススタンド
- Playブックス
- Playミュージック
- Playムービー
- YouTube
- ハングアウト
- 写真
- マップ
- ドライブ
- 音声検索

メーカー提供アプリ
- DiXiM Player
- KINGSOFT Office for Android
- KSfilemanager ※東京システムハウス提供
- ULTIASオススメ機能設定
- おサイフケータイ
- カメラ
- ギャラリー
- スッキリ目覚まし
- テレビ
- ブラウザ
- メール
- メッセージ
- 健康生活日記
- 設定
- 電卓
- 統合辞書+
- 取扱説明書
- 予定表

## 主な機能
| 主な対応サービス                                | 主な対応サービス                         | 主な対応サービス                     | 主な対応サービス                                                  |
| ----------------------------------------------- | ---------------------------------------- | ------------------------------------ | ----------------------------------------------------------------- |
| タッチパネル/加速度センサー                     | Xi/FOMAハイスピード/VoLTE                | Bluetooth                            | DCMX/おサイフケータイ/NFC/かざしてリンク/赤外線/トルカ            |
| ワンセグ/フルセグ/モバキャス                    | メロディコール                           | テザリング                           | WiFi IEEE802.11a/b/g/n/ac                                         |
| GPS                                             | ドコモメール/電話帳バックアップ          | デコメール/デコメ絵文字/デコメアニメ | iチャネル                                                         |
| エリアメール/ソフトウェアーアップデート自動更新 | デジタルオーディオプレーヤー(WMA・MP3他) | GSM/3Gローミング(WORLD WING)         | フルブラウザ/Flash Player                                         |
| Google Play/dメニュー/dマーケット               | Gmail/Google Talk/YouTube/Picasa         | バーコードリーダ/名刺リーダ          | ドコモ地図ナビ/ドコモ ドライブネット/Google Maps/ストリートビュー |

## 歴史
2014年
- 5月14日 - NTTドコモより発表、事前予約開始。
- 5月30日 - 発売開始。
- 7月29日 - ソフトウェアアップデートによりVoLTEが利用できるようになる。

2018年
- 6月30日 - 修理受付終了。

## アップデート・不具合など
2014年6月23日のアップデート
- 特定の音楽ファイルを着信音に設定すると、通話中、まれに相手の声が聞こえない、または自分の声が相手に聞こえない場合がある不具合を修正する。
- ビルド番号がV15R41FからV16R43Aになる。

2014年7月29日のアップデート（機能バージョンアップ）
機能バージョンアップ
- VoLTEに対応。

不具合修正
- ホーム画面でサブメニューが表示されたままとなる場合がある不具合を修正する。

- ビルド番号がV16R43AからV34R68Aになる。

2014年9月17日のアップデート
- ビデオコール時、自端末に表示される相手画像が正常に表示されない場合がある不具合を修正する。
- ビルド番号がV15R41F、V16R43A、V34R68AからV35R70Dになる。

2014年11月4日のアップデート
- 通話中、相手の声に雑音が混入する場合がある不具合を修正する。
- ビルド番号がV15R41F、V16R43A、V34R68A、V35R70DからV36R71Cになる。

2015年4月27日のアップデート
- 通話終了後に通話相手の不在着信が通知される場合がある不具合を修正する。
- ビルド番号がV15R41F、V16R43A、V34R68A、V35R70D、V36R71CからV37R72Bになる。

2015年9月3日のアップデート
- 特定のアプリを起動した際に、まれに携帯電話（本体）が再起動する場合がある不具合を修正する。
- 特定の条件下において、ブラウザが強制終了する場合がある不具合を修正する。
- ビルド番号がV15R41F、V16R43A、V34R68A、V35R70D、V36R71C、V37R72BからV38R73Cになる。

2015年12月21日のアップデート（OSバージョンアップ）
- Android 5.0へのバージョンアップが配信された。
- NX!ホームにて、ショートカット作成アプリで作成したショートカットが正しく動作しない場合がある不具合を修正する。
- ビルド番号がV15R41F、V16R43A、V34R68A、V35R70D、V36R71C、V37R72B、V38R73CからV12R27Aになる。